# LS3D engine
LS3D engine — игровой движок, разработанный чешской компанией Illusion Softworks (сейчас 2K Czech) для использования в собственных разработках. Будучи впервые задействованной в компьютерной игре Mafia: The City of Lost Heaven, вышедшей в 2002 году, технология успешно применялась в последующих проектах на протяжении нескольких лет.
Преемником данного движка стал Illusion Engine, на котором базируется игра Mafia II 2010 года.

## Технические характеристики

Скриншот из Mafia: The City of Lost Heaven (2002), показывающий один из эпизодов игры.

Игровой движок LS3D engine поддерживает персональный компьютер под управлением ОС Windows; относится к типу подпрограммного обеспечения (англ. middleware), представляя собой связку нескольких компонентов, таких как графический движок, физический движок, звуковой движок и т. д. Движком поддерживается обработка как открытых (англ. outdoor) большого размера, так и закрытых (англ. indoor) пространств. В наиболее известной игре на его основе — Mafia, локация (город) представляет собой пространство очень большого размера, технически поделенное на секции, которые плавно подгружаются по мере передвижения по местности игрока — таким образом, создается иллюзия «бесшовности» мира, подобно тому, как это сделано в некоторых играх на движке RenderWare.
Помимо достаточно сложной на время своего выхода геометрии, движок способен обрабатывать текстуры высокого разрешения. Поддерживаются динамические тени (в игре Mafia используются при отображении людей и автомобилей), а также заранее просчитанные карты теней, которые могут использоваться для имитации теней, отбрасываемых окружающими объектами на локации — например, зданиями или деревьями. Источники света могут быть как динамическими, так и статическими (лайтмапы).
Для отрисовки неба используется бэкграунд — фоновая текстура; солнце также является источником освещения и может отдавать блики на виртуальную камеру. Кроме того, движком поддерживается воспроизведение различных погодных условий, например, дождя или грозы.
Физический движок имитирует модель поведения транспортных средств, а также поддерживает физику столкновений (врезавшись на автомобиле в некоторые второстепенные объекты на локации, например, в телефонную будку или мусорный бак, объекты отлетают или крушатся).

## Игры, использующие LS3D engine
- 2002 — Mafia: The City of Lost Heaven[пр. 1] от Illusion Softworks (ПК)[2]
- 2003 — Hidden & Dangerous 2 от Illusion Softworks (ПК)[3]
  - 2004 — Hidden & Dangerous 2: Sabre Squadron (ПК)[4]
  - 2004 — Hidden & Dangerous 2: Courage Under Fire (ПК)[5]
- 2004 — Wings of War от Silver Wish Games (ПК)[6]
- 2005 — Chameleon[пр. 2] от Silver Wish Games (ПК)[7]
- 2007 — Circus Empire от Silver Wish Games (ПК)